# Ne Zha
Ne Zha (Chinees: 哪吒之魔童降世; pinyin: Nézhā zhī Mótóng Jiàngshì; letterlijk: 'Geboorte van het demonenkind Nezha') is een Chinese computeranimatiefilm uit 2019, geregisseerd door Jiaozi. De film is losjes gebaseerd op de Ming-dynastie-roman Fengshen Yanyi (Investiture of the Gods) van Xu Zhonglin. De film bracht wereldwijd 726 miljoen Amerikaanse dollar op, waarmee het een van de succesvolste niet-Engelstalige animatiefilms werd.

## Stemverdeling
| Acteur        | Personage     |
| ------------- | ------------- |
| Lü Yanting    | Nezha         |
| Han Mo        | Ao Bing       |
| Chen Hao      | Li Jing       |
| Lü Qi         | Madam Yin     |
| Yang Wei      | Shen Gongbao  |
| Zhang Jiaming | Taiyi Zhenren |